# Mimesis
Mimesis Edizioni, nota più semplicemente come Mimesis, è una casa editrice italiana.

## Marchi
Nate nel 1987 come associazione culturale su iniziativa di Pierre Dalla Vigna, le edizioni Mimesis hanno sviluppato i marchi Jouvence, che pubblica libri di storia e letteratura e Meltemi con libri su antropologia, sociologia e nuovi media. Sul piano internazionale esistono poi Editions Mimesis, Mimesis International e Mimesis Verlag, attive rispettivamente sul mercato francese, anglosassone e di lingua tedesca. Nel 2015 Mimesis ha inaugurato una sezione dedicata alla progettazione europea, MIM EU, mentre nel 2019 viene fondata MIMebù, casa editrice rivolta alla letteratura per bambini e ragazzi.

### Collane e Riviste
I titoli a catalogo sono organizzati in oltre 130 collane. Mimesis pubblica oltre 40 riviste, anche plurilingue, sia in Italia che in Francia e nel mondo anglosassone.